# Cheonan-Oryong-Stadion
Das Cheonan-Oryong-Stadion war ein Fußballstadion in der südkoreanischen Stadt Cheonan, Chungcheongnam-do gewesen. Das Stadion wurde 1983 eröffnet. 
Das Stadion wurde von 1987 bis 1989 von Lucky-Goldstar Hwangso sowie zwischen 1996 und 1999 von Cheonan Ilhwa Chunma FC als Heimspielstätte genutzt. 
1999 gab die Stadtverwaltung bekannt, ein neues Fußballstadion bauen zu wollen, das Cheonan-Stadion.  Nach Fertigstellung des neuen Stadions wurde das Cheonan-Oryong-Stadion nicht mehr genutzt. Die Stadt entschied daher 2009, das Stadion abreißen zu lassen.